# مجموعه مرکزی بدرآباد
مجموعه مرکزی بدرآباد مربوط به مظفری است و در شهرستان میبد، بخش مرکزی، دهستان شهداء، روستای بدرآباد واقع شده و این اثر در تاریخ ۱۸ اسفند ۱۳۸۷ با شمارهٔ ثبت ۲۵۰۸۹ به‌عنوان یکی از آثار ملی ایران به ثبت رسیده است.